# Långtjärnen (Ytterhogdals socken, Hälsingland, 690630-145626)
Långtjärnen är en sjö i Härjedalens kommun i Hälsingland och ingår i Ljusnans huvudavrinningsområde. Sjön har en area på 0,0453 kvadratkilometer och ligger 349,2 meter över havet. Sjön avvattnas av vattendraget Ölån.

## Delavrinningsområde
Långtjärnen ingår i det delavrinningsområde (690456-145635) som SMHI kallar för Inloppet i Storvattnet. Medelhöjden är 353 meter över havet och ytan är 12,69 kvadratkilometer. Det finns inga avrinningsområden uppströms utan avrinningsområdet är högsta punkten. Ölån som avvattnar avrinningsområdet har biflödesordning 3, vilket innebär att vattnet flödar genom totalt 3 vattendrag innan det når havet efter 212 kilometer. Avrinningsområdet består mestadels av skog (82 procent). Avrinningsområdet har 0,39 kvadratkilometer vattenytor vilket ger det en sjöprocent på 3,1 procent.